# Куланотпес
Куланотпес (на казахски: Құланөтпес; на руски: Куланотпес) е река в Карагандинска област (най-долното течение в Акмолинска област) на Казахстан, вливаща се в езерото Тенгиз. Дължина 364 km. Площ на водосборния басейн 25 900 km².
Река Куланотпес води началото си от възвишението Аймъсък (в централната част на Казахската хълмиста земя), на 606 m н.в., на 13 km северозападно от село Талдъбулак в Карагандинска област. Тече във всички направления, но генералното ѝ направление е на северозапад. В горното течение долината ѝ е слабо изразена с полегати склонове, а в долното – ясно изразена с ширина 3 – 5 km. Руслото ѝ е с много завои, малки езерни разширения, тук-таме с бързеи и ширина до 200 – 250 m. Влива се в югоизточната част на езерото Тенгиз, на 305 m н.в., на територията на Акмолинска област. Част от водите ѝ по време на пълноводие се насочват надясно и се вливат в река Нура, която също се влива в езерото Тенгиз. Основни притоци: Ермек, Сърткъ, Борлърек, Соналъ, Кон (леви); Канар (десен). Има основно снежно подхранване. През лятото в горното и частично в средното течение пресъхва на отделни участъци. Среден годишен отток при село Нигман (на около 40 km преди устието) 3 m³/sec. По течението на реката са разположени около десетина малки села (Шчербаковское, Кенжарък, Оразалъ, Куланотпес, Косарал, Каскатау, Нигман и др.).